# Grove, Herzogtum Lauenburg
Grove là một đô thị thuộc huyện Lauenburg, trong bang Schleswig-Holstein, nước Đức. Đô thị Grove, Herzogtum Lauenburg có diện tích 5,28 km², dân số thời điểm 31 tháng 12 năm 2006 là 252 người.